# Fitzroya
Fitzroya (ook bekend als alerce, lahuán en alerce patagónico) is de botanische naam van een geslacht uit de cipresfamilie (Cupressaceae). Het is een monotypisch geslacht, de enige soort is Fitzroya cupressoides.
Het zijn de grootste bomen van Zuid-Amerika. Volwassen bomen bereiken een gemiddelde hoogte tussen de 40 en 60 meter, maar er zijn uitschieters tot 70 meter gesignaleerd. De stam kan een diameter van vijf meter bereiken. In 1993 werd de leeftijd van een van deze bomen geschat op 3622 jaar.
De boom groeit in Chili en Argentinië rond 40° zuiderbreedte. Ze komen voor tot een hoogte van 1500 meter boven de zeespiegel.
Door de afnemende populatie geniet de boom bescherming. Voor de boom geldt een kapverbod, maar er is een uitzondering voor dode bomen. In het gebied worden branden aangestoken waardoor bomen doodgaan en er nieuwe kansen ontstaan voor de houtkap van deze traag groeiende en gigantische bomen.